# Tassillé
Tassillé település Franciaországban, Sarthe megyében. Lakosainak száma 132 fő (2022. január 1.). Tassillé Auvers-sous-Montfaucon, Crannes-en-Champagne, Loué és Vallon-sur-Gée községekkel határos.

## Népesség
A település népessége az elmúlt években az alábbi módon változott:
| Lakosok száma | 144  | 143  | 140  | 134  | 130  | 129  | 129  | 129  | 132  |
|               | 2013 | 2015 | 2016 | 2017 | 2018 | 2019 | 2020 | 2021 | 2022 |